# Bengt Alexanderson
Bengt Ingvar Alexanderson, född den 23 november 1932 i Jörlanda församling, Göteborgs och Bohus län, är en svensk klassisk filolog och biblioteksman.
Alexanderson avlade studentexamen i Göteborg 1951, filosofisk ämbetsexamen vid Göteborgs universitet 1955 och filosofie licentiatexamen där 1958. Han promoverades till filosofie doktor 1964 och var docent i grekiska språket vid Göteborgs universitet 1964–1970, utbildningsledare där 1970–1972. Alexanderson  blev bibliotekarie vid Göteborgs universitetsbibliotek 1972, förste bibliotekarie vid Linköpings universitetsbibliotek 1976, förste bibliotekarie vid Göteborgs universitetsbibliotek 1977, biblioteksråd där och föreståndare för biomedicinska biblioteket 1978 samt överbibliotekarie vid Riksdagsbiblioteket 1983. Han var expert där 1995–1997. Alexanderson publicerade Bemerkungen zu Galens Prorrhetikonkommentar (1962) och Die hippokratische Schrift Prognostikon. Überlieferung und Text (doktorsavhandling 1963). Han invaldes som ledamot av Vetenskaps- och Vitterhetssamhället i Göteborg 1980 och var ordförande där 1999.